# Novantinoe unidentata
Novantinoe unidentata là một loài bọ cánh cứng trong họ Cerambycidae.